# Amphidraus argentinensis
Amphidraus argentinensis är en spindelart som beskrevs av Galiano 1997. Amphidraus argentinensis ingår i släktet Amphidraus och familjen hoppspindlar. Inga underarter finns listade i Catalogue of Life.